# Guidimaca
A região de Guidimaca (ولاية كيدي ماغة) é uma região da Mauritânia. Sua capital é a cidade de Selibabi.

## Limites
Guidimaca faz divisa com a região de Assaba a nordeste, com o Mali a sudeste, com Senegal a sudoeste e com a região de Gorgol a oeste.

## Departamentos

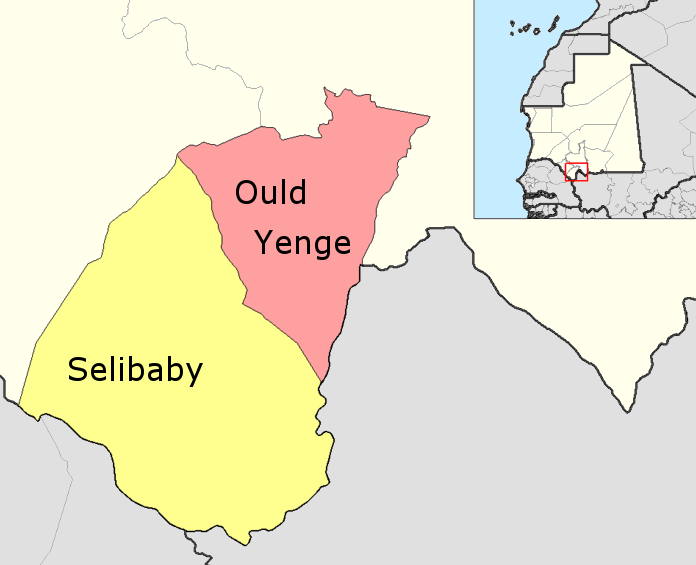
Departamentos de Guidimaca

Guidimaca está dividida em 2 departamentos:
- Ulde Iengue
- Selibabi

## Demografia
| 2000   | 2011   |
| 177707 | 260459 |